# Mascarenisalda
Mascarenisalda is een geslacht van wantsen uit de familie van de Saldidae (Oeverwantsen). Het geslacht werd voor het eerst wetenschappelijk beschreven door J. Polhemus & D. Polhemus in 1991.

## Soorten
Het genus is monotypisch en bevat alleen de volgende soort:

- Mascarenisalda mametiana (Drake, 1953)